# Liste der Baudenkmäler in Barbian
Die Liste der Baudenkmäler in Barbian (italienisch Barbiano) enthält die 17 als Baudenkmäler ausgewiesenen Objekte auf dem Gebiet der Gemeinde Barbian in Südtirol.
Basis ist das im Internet einsehbare offizielle Verzeichnis der Baudenkmäler in Südtirol. Dabei kann es sich beispielsweise um Sakralbauten, Wohnhäuser, Bauernhöfe und Adelsansitze handeln. Die Reihenfolge in dieser Liste orientiert sich an der Bezeichnung, alternativ ist sie auch nach der Adresse oder dem Datum der Unterschutzstellung sortierbar.

## Liste
| Foto |                 | Bezeichnung                                                        | Standort                     | Eintragung                   | Beschreibung | Metadaten                                        |
| ---- | --------------- | ------------------------------------------------------------------ | ---------------------------- | ---------------------------- | --- | ------------------------------------------------ |
| ja   | Datei hochladen | Frühauf ID: 13736                                                  | 46° 36′ 0″ N, 11° 31′ 5″ O   | 19. Feb. 1982 (BLR-LAB 966)  | Ländliches Wohnhaus/Bauernhof | KG: Barbian Bauparzelle: 84                      |
| ja   | Datei hochladen | Gasthof Bad Dreikirchen ID: 18173                                  | 46° 37′ 4″ N, 11° 30′ 39″ O  | 14. Nov. 1994 (BLR-LAB 6737) | Gasthaus, wurde im Jahre 1811 errichtet und später vergrößert.                                                                                 | KG: Barbian Bauparzelle: 232                     |
| ja   | Datei hochladen | Pension Briol ober Dreikirchen ID: 13744                           | 46° 36′ 48″ N, 11° 30′ 28″ O | 16. Sep. 1986 (BLR-LAB 5106) | Hotel, von 1896 bis 1898 in traditioneller Bauweise errichtet. 1928/29 Umgestaltung im Stil der Neuen Sachlichkeit durch Hubert Lanzinger.     | KG: Barbian Bauparzelle: 214                     |
| ja   | Datei hochladen | Pfarrkirche St. Jakob mit Friedhof ID: 13734                       | 46° 36′ 12″ N, 11° 31′ 11″ O | 19. Feb. 1982 (BLR-LAB 966)  | Kirche, Turm aus dem 14. Jh., die Kirche wurde 1472 neu geweiht. 1874/75 in romanisierendem Stil neu erbaut (nach Plänen von Josef von Stadl). | KG: Barbian Bauparzelle: 55 Grundparzelle: 617/1 |
| ja   | Datei hochladen | Pfarrkirche zur Heiligen Dreifaltigkeit in Kollmann ID: 13739      | 46° 35′ 27″ N, 11° 31′ 29″ O | 19. Feb. 1982 (BLR-LAB 966)  | Die Kirche wurde 1588 errichtet und im 19. Jh. umgebaut. 1938 brannte sie ab und wurde anschließend erneuert.                                  | KG: Barbian Bauparzelle: 155/1                   |
| ja   | Datei hochladen | Platzer ID: 13735                                                  | 46° 36′ 11″ N, 11° 31′ 19″ O | 19. Feb. 1982 (BLR-LAB 966)  | Ländliches Wohnhaus/Bauernhof, Jahreszahl 1757                                                                                                 | KG: Barbian Bauparzelle: 71                      |
| ja   | Datei hochladen | Puntlitter in Saubach ID: 13741                                    | 46° 35′ 21″ N, 11° 30′ 36″ O | 19. Feb. 1982 (BLR-LAB 966)  | Ländliches Wohnhaus/Bauernhof | KG: Barbian Bauparzelle: 195/1                   |
| ja   | Datei hochladen | Sommerfrischhaus „Neubau“ unter Briol ID: 50591                    | 46° 36′ 50″ N, 11° 30′ 44″ O | 27. Mai 2014 (BLR-LAB 604)   | Sommerfrischhaus, 1920 von Johanna Ringler Settari erbaut                                                                                      | KG: Barbian Bauparzelle: 302                     |
| ja   | Datei hochladen | St. Gertraud, St. Nikolaus, St. Magdalena in Dreikirchen ID: 13745 | 46° 37′ 5″ N, 11° 30′ 38″ O  | 19. Feb. 1982 (BLR-LAB 966)  | Kirche St. Gertraud: 1237 erstmals erwähnt, um 1400 Chor angebaut. St. Nikolaus: wurde um 1400 umgebaut. St. Magdalena: erstmals 1422 erwähnt. | KG: Barbian Bauparzelle: 229, 230, 231           |
| ja   | Datei hochladen | St. Ingenuin und Albuin in Saubach ID: 13742                       | 46° 35′ 17″ N, 11° 30′ 41″ O | 19. Feb. 1982 (BLR-LAB 966)  | Kirche um 1500 erbaut. | KG: Barbian Bauparzelle: 197                     |
| ja   | Datei hochladen | St. Leonhard in Kollmann mit Friedhof ID: 13738                    | 46° 35′ 29″ N, 11° 31′ 35″ O | 19. Feb. 1982 (BLR-LAB 966)  | Kirche, spätgotischer Bau mit barocken Seitenkapellen.                                                                                         | KG: Barbian Bauparzelle: 138 Grundparzelle: 1074 |
| ja   | Datei hochladen | Unteraichner ID: 13733                                             | 46° 36′ 36″ N, 11° 31′ 27″ O | 19. Feb. 1982 (BLR-LAB 966)  | Ländliches Wohnhaus/Bauernhof | KG: Barbian Bauparzelle: 6/1                     |
| ja   | Datei hochladen | Unterfaller in Saubach ID: 13743                                   | 46° 35′ 16″ N, 11° 30′ 53″ O | 19. Feb. 1982 (BLR-LAB 966)  | Ländliches Wohnhaus/Bauernhof | KG: Barbian Bauparzelle: 199/1                   |
| ja   | Datei hochladen | Villa Baldauf in Dreikirchen ID: 13746                             | 46° 36′ 52″ N, 11° 30′ 48″ O | 16. Sep. 1986 (BLR-LAB 5106) | Villa/Sommerfrischhaus | KG: Barbian Bauparzelle: 306                     |
| ja   | Datei hochladen | Villa Mimi in Dreikirchen ID: 13747                                | 46° 36′ 46″ N, 11° 30′ 40″ O | 16. Sep. 1986 (BLR-LAB 5106) | Villa/Sommerfrischhaus | KG: Barbian Bauparzelle: 308                     |
| ja   | Datei hochladen | Wohlauf mit Heiliggrabkapelle ID: 13737                            | 46° 35′ 46″ N, 11° 31′ 21″ O | 19. Feb. 1982 (BLR-LAB 966)  | Ländliches Wohnhaus/Bauernhof, spätgotischer Bau auf langgezogenem Grundriss parallel zum Abhang                                               | KG: Barbian Bauparzelle: 98, 99                  |
| ja   | Datei hochladen | Zollhaus (Friedburg) mit Nebengebäude in Kollmann ID: 13740        | 46° 35′ 26″ N, 11° 31′ 30″ O | 19. Juli 1950 (MD)           | Zollhaus, spätgotischer Bau mit zwei Rundbogentoren als Straßendurchfahrt und Zinnengiebel. 1483 durch Erzherzog Sigismund errichtet.          | KG: Barbian Bauparzelle: 158/1, 159/1            |

Falls bei einem Baudenkmal keine Koordinaten bekannt sind, werden ersatzweise die Katasterdaten zum Zeitpunkt der Unterschutzstellung angegeben. Diese sind weder offiziell noch zwingend aktuell.
Die vom Landesdenkmalamt übernommenen Adressen können veraltet sein.
| Foto:   | Fotografie des Denkmals. Klicken des Fotos erzeugt eine vergrößerte Ansicht. Daneben finden sich zwei Symbole: |
| ID      | Identifikator beim Südtiroler Landesdenkmalamt                                                                 |
| KG      | Katastralgemeinde                                                                                              |
| MD      | Ministerialdekret                                                                                              |
| BLR-LAB | Beschluss der Landesregierung – Landesausschussbeschluss                                                       |